# Camarones, Veracruz
Camarones är en ort i Mexiko.   Den ligger i kommunen Huayacocotla och delstaten Veracruz, i den sydöstra delen av landet, 140 km nordost om huvudstaden Mexico City. Camarones ligger 1 601 meter över havet och antalet invånare är 161.
Terrängen runt Camarones är huvudsakligen kuperad, men norrut är den bergig. Runt Camarones är det ganska glesbefolkat, med 28 invånare per kvadratkilometer. Närmaste större samhälle är Mezquititlán, 19,9 km väster om Camarones. I omgivningarna runt Camarones växer i huvudsak blandskog.